# Felipe Nascimento
Felipe Lima do Nascimento (Recife, 5 de julho de 1993) é um pentatleta brasileiro.
Representou o Brasil nos Jogos Olímpicos de 2016, no Rio de Janeiro, terminando na 31ª colocação.

## Principais conquistas
- 3° colocado no sul-americano em 2016;[3]
- Ouro nos Jogos Sul-Americanos de 2014 em Santiago;
- Vice-campeão (revezamento misto) nos Jogos Mundiais Militares em 2015;
- Vice-campeão sul-americano em 2013.